# Шапел де Боа
Шапел де Боа (фр. Chapelle-des-Bois) насеље је и општина у источној Француској у региону Франш-Конте, у департману Ду која припада префектури Понтарлије.
По подацима из 2011. године у општини је живело 263 становника, а густина насељености је износила 6,63 становника/km². Општина се простире на површини од 39,69 km². Налази се на средњој надморској висини од 1080 метара (максималној 1.374 m, а минималној 1.006 m).

## Демографија
| 1962. | 1968. | 1975. | 1982. | 1990. | 1999. | 2011. |
| ----- | ----- | ----- | ----- | ----- | ----- | ----- |
| 174   | 179   | 165   | 217   | 202   | 244   | 263   |

График промене броја становника у току последњих година